# Прапор Іркутська
Прапор муніципального освіти «Місто Іркутськ» Іркутської області Російській Федерації. Єдиний прапор у Росії нестандартної форми.
Нині діючий прапор затверджено 31 жовтня 1996 року і внесено до Державного геральдичного регістра Російської Федерації з присвоєнням реєстраційного номера 133.

## Опис
Прапор міста Іркутська є прямокутним білим полотнищем з відтворенням композиції герба (гербового щита) міста Іркутська — бабра на зеленій землі з соболем у зубах, доповнене в нижній частини горизонтальною синьою смугою, що завершується укосом (косицею).
Відношення ширини синьої смуги до висоти полотнища - 1:4. Зображення бабра на полотнище зміщене у бік держака; відношення відстані центру зображення бабра від держака до довжини полотнища (без косиці) — 1:3».

## Див також
- Герб Іркутська